# Lijst van Hexathelidae
Deze pagina beschrijft alle soorten spinnen uit de familie der Hexathelidae.

## Bymainiella
Bymainiella Raven, 1978
- Bymainiella lugubris Raven, 1978
- Bymainiella monteithi Raven, 1978
- Bymainiella polesoni Raven, 1978
- Bymainiella terraereginae (Raven, 1976)

## Hadronyche
Hadronyche L. Koch, 1873
- Hadronyche adelaidensis (Gray, 1984)
- Hadronyche anzses Raven, 2000
- Hadronyche cerberea L. Koch, 1873
- Hadronyche eyrei (Gray, 1984)
- Hadronyche flindersi (Gray, 1984)
- Hadronyche formidabilis (Rainbow, 1914)
- Hadronyche hirsuta Rainbow, 1920
- Hadronyche infensa (Hickman, 1964)
- Hadronyche insularis (Rainbow, 1913)
- Hadronyche meridiana Hogg, 1902
- Hadronyche modesta (Simon, 1891)
- Hadronyche pulvinator (Hickman, 1927)
- Hadronyche valida (Rainbow & Pulleine, 1918)
- Hadronyche venenata (Hickman, 1927)
- Hadronyche versuta (Rainbow, 1914)

## Hexathele
Hexathele Ausserer, 1871
- Hexathele cantuaria Forster, 1968
- Hexathele cavernicola Forster, 1968
- Hexathele exemplar Parrott, 1960
- Hexathele hochstetteri Ausserer, 1871
- Hexathele huka Forster, 1968
- Hexathele huttoni Hogg, 1908
- Hexathele kohua Forster, 1968
- Hexathele maitaia Forster, 1968
- Hexathele nigra Forster, 1968
- Hexathele otira Forster, 1968
- Hexathele para Forster, 1968
- Hexathele petriei Goyen, 1887
- Hexathele pukea Forster, 1968
- Hexathele putuna Forster, 1968
- Hexathele ramsayi Forster, 1968
- Hexathele rupicola Forster, 1968
- Hexathele taumara Forster, 1968
- Hexathele waipa Forster, 1968
- Hexathele waita Forster, 1968
- Hexathele wiltoni Forster, 1968

## Mediothele
Mediothele Raven & Platnick, 1978
- Mediothele australis Raven & Platnick, 1978

## Paraembolides
Paraembolides Raven, 1980
- Paraembolides boycei (Raven, 1978)
- Paraembolides boydi (Raven, 1978)
- Paraembolides brindabella (Raven, 1978)
- Paraembolides cannoni (Raven, 1978)
- Paraembolides grayi (Raven, 1978)
- Paraembolides montisbossi (Raven, 1978)
- Paraembolides tubrabucca (Raven, 1978)
- Paraembolides variabilis (Raven, 1978)

## Plesiothele
Plesiothele Raven, 1978
- Plesiothele fentoni (Hickman, 1936)

## Porrhothele
Porrhothele Simon, 1892
- Porrhothele antipodiana (Walckenaer, 1837)
- Porrhothele blanda Forster, 1968
- Porrhothele moana Forster, 1968
- Porrhothele modesta Forster, 1968
- Porrhothele quadrigyna Forster, 1968

## Scotinoecus
Scotinoecus Simon, 1892
- Scotinoecus cinereopilosus (Simon, 1889)
- Scotinoecus fasciatus Tullgren, 1901

## Teranodes
Teranodes Raven, 1985
- Teranodes montanus (Hickman, 1927)
- Teranodes otwayensis (Raven, 1978)